# Haubersbronn

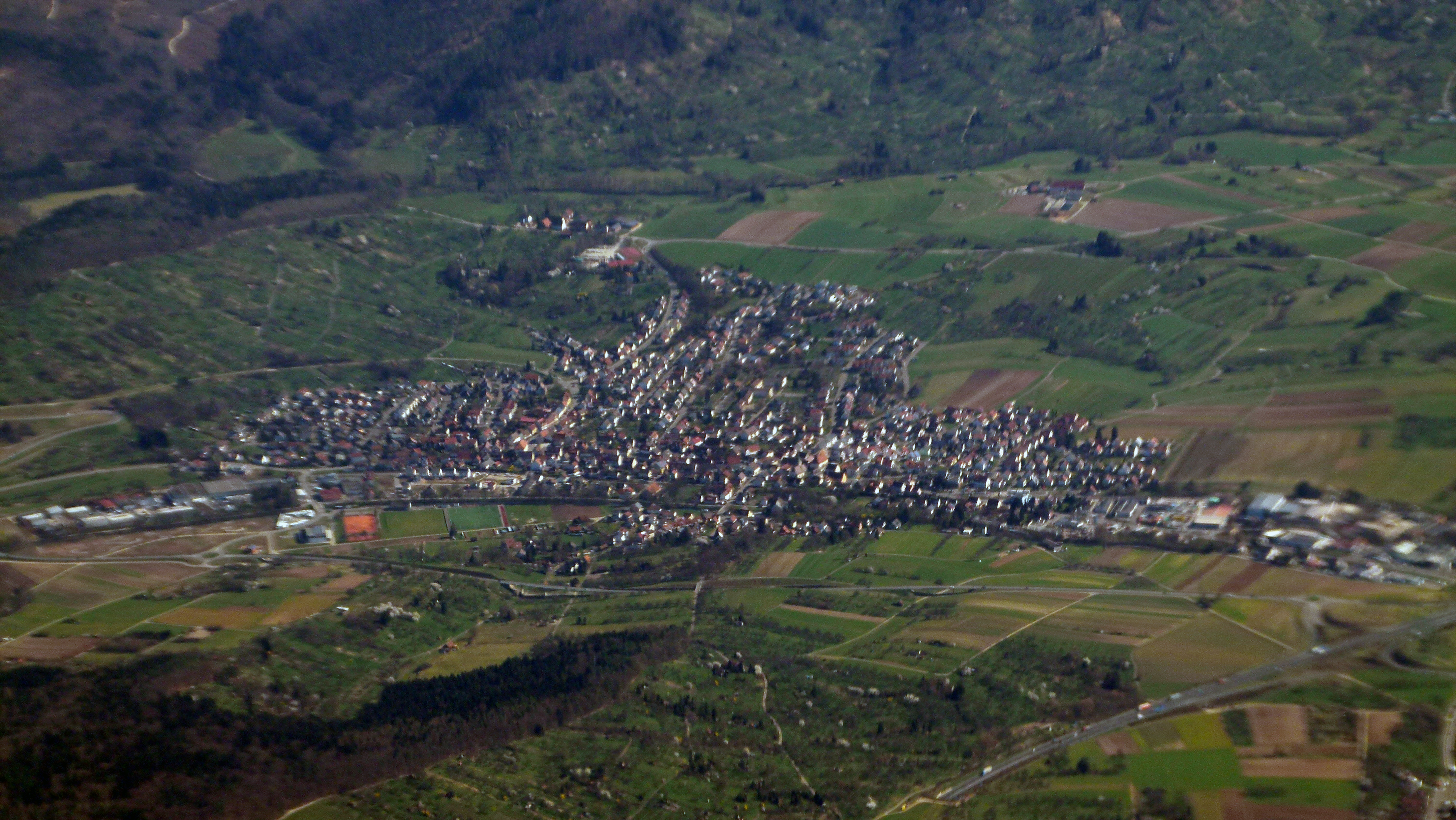
Luftbild von Haubersbronn

Haubersbronn ist der zweitgrößte der Stadtteile Schorndorfs, hat rund 3400 Einwohner und liegt im unteren Wieslauftal am Fuße des Welzheimer Walds.

## Geschichte
Ursprünglich war das Gebiet wohl staufischer Besitz; in einer Urkunde von 1260 werden erstmals Zehnt- und andere Rechte sowie die Kaplanei des Klosters Elchingen genannt, die 1536 an Württemberg übergingen. Einzelne Zehntrechte waren auch im Besitz von Kloster Lorch, des Domstifts Konstanz und der Schorndorfer Pfarrei. Die politische Herrschaft dürfte nach 1246 zusammen mit Schorndorf an Württemberg übergegangen sein.

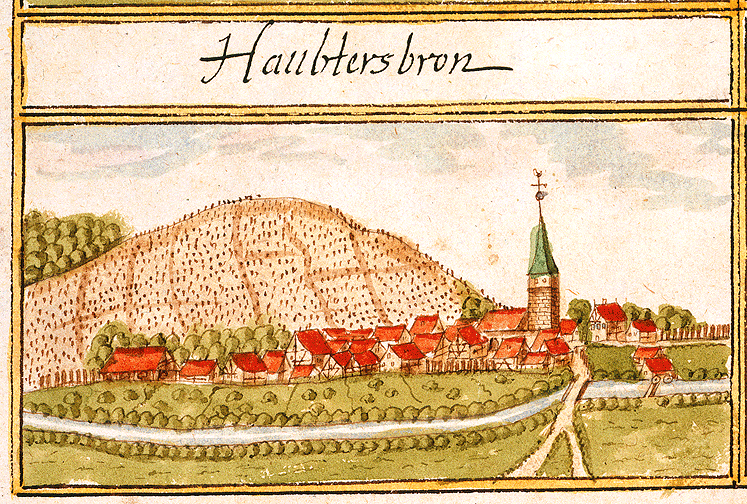
Haubersbronn 1685 (Ansicht aus den Forstlagerbüchern von Andreas Kieser)

In der Urkunde, die Haubersbronn im Jahre 1296 erstmals erwähnt, hieß es Hubrecht, außerdem gab es einen Hinweis auf einen Brunnen, der jedoch nicht unbedingt ein gegrabener und gefasster Brunnen gewesen sein musste, da man früher auch Quellen als Brunnen bezeichnete. Quellen gab es in den Ausläufern des Welzheimer Waldes zum Wieslauftal hin viele. Der Name Hubertsbrunnen geht vermutlich auf den Bischof Hubert von Lüttich zurück, obwohl dieser selbst nie im Remstal war. Der Brunnen gab danach dem Dorf den Namen, als im 9. Jahrhundert Menschen den Wald hier rodeten und Wiesen, Äcker und vielleicht auch schon Weinberge anlegten und nahe dem Brunnen ihre Häuser bauten.
Im Jahre 1367 kauften die Grafen von Württemberg dem Kloster Adelberg den Weiler Metzlinsweiler Mühle ab, dessen Zehntrechte ebenfalls das Domstift Konstanz innehatte.
Gegen Ende des 16. Jahrhunderts wurde das Schlössle Haubersbronn gegenüber der evangelischen Wendelinskirche errichtet. Das Anwesen wurde 1573 erstmals erwähnt und gehörte dem Geschlecht der Herren von Gaisberg. Das Schlössle ist heute in Privatbesitz und kann nicht besichtigt werden.
Am 1. Januar 1975 wurde Haubersbronn anlässlich der Gebietsreform nach Schorndorf zwangseingemeindet. Ende der 1990er Jahre wurde durch die Bürgerinitiative „Haubersbronn Stadtt Schorndorf“ jahrelang die Ausgemeindung angestrebt. Kurz vor dem Vollzug wurde die Ausgemeindung gerichtlich gestopt.

## Wappen
Das Haubersbronner Wappen zeigt einen zweigeteilten Schild. Rechts auf rotem Grund ein weißer (silberner) Schlüssel, dessen Bart nach links zeigt; links auf weißem (silbernem) Grund eine umgekehrte rote Pflugschar. Als Erinnerung daran, dass Haubersbronn bis zur Reformation der westlichste Ort des Bistums Augsburg war, riet die Archivdirektion, die Farbkombination des Bistums zu übernehmen – die Wieslauf stellte einst die Grenze zwischen den Bistümern Augsburg und Konstanz dar – und als Unterscheidungsmerkmal zu anderen Gemeindewappen eine Pflugschar einzufügen. Im November 1954 wurde das Wappen vom Gemeinderat angenommen, wobei dieser den Schlüssel als Hinweis auf die Lage des Ortes am Eingang des Wieslauftals verstanden haben wollte. Zugleich erinnert dieses Symbol an die 1470 gestiftete Kaplanei zu Haubersbronn, die den Heiligen Petrus als Patron hatte.

## Einrichtungen

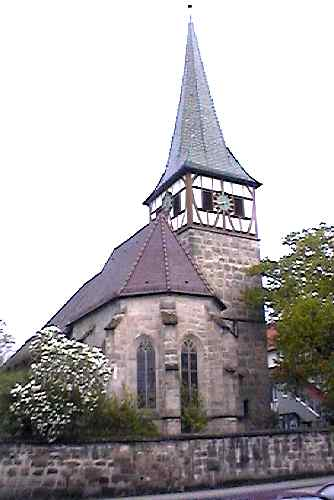
Wendelinskirche

### Evangelische Wendelinskirche
Zwischen 1470 und 1480 wurde an der Stelle eines nachgewiesenen, kleineren spätromanischen Baus die heutige evangelische Kirche errichtet. Die Chorseitenturmanlage lässt auf eine geplante Erhebung zur Pfarrkirche schließen. Im Chor der Kirche ist im Netzgewölbe der Heilige Wendelin, nachdem die Kirche benannt ist, neben Maria und dem Jesuskind abgebildet. Bis ins Jahr 1565 war Haubersbronn nach Schorndorf eingepfarrt.

### Katholische Kirche
Bis zum Ende des Zweiten Weltkrieges gab es in Haubersbronn keine katholischen Gläubigen, mit der Zuweisung von Heimatvertriebenen kamen vor allem Katholiken nach Haubersbronn, sodass ein Bedarf für eine katholische Kirche entstand. Diese wurde am 24. Juli 1955 dem Heiligen Bonifatius geweiht.

### Sonstige Einrichtungen
In Haubersbronn gibt es eine Grund- und Ganztagesschule, zwei Kindergärten, Spiel- und Sportplätze, eine Fest- und Mehrzweck- sowie eine Sporthalle und eine Schulturnhalle.

## Politik
Das Gebiet der 1975 eingegliederten Gemeinde Haubersbronn bildet eine Ortschaft im Sinne der baden-württembergischen Gemeindeordnung mit eigenem aus 14 Mitgliedern bestehendem Ortschaftsrat.

Der Ortschaftsrat Haubersbronn besteht aus der Wählervereinigung und Wählergemeinschaft Haubersbronn. Ortsvorsteher ist Michael Öttle, seine Stellvertreter sind Sabine Brennenstuhl und Benjamin Brecht.

Bürgermeister und Ortsvorsteher
- 1999–2004: Ulli Mödinger
- 2004–2014: Adolf Seemüller
- 2014–2024: Erich Bühler
- seit 2024: Michael Öttle

## Verkehr
Haubersbronn liegt an den Landstraßen 1148, die von Schorndorf nach Rudersberg führt, und 1150, die Schorndorf und Welzheim verbindet. Beide Straßen werden auf einer Umgehungsstraße westlich und nördlich am Ortskern vorbeigeführt. An den Öffentlichen Nahverkehr ist Haubersbronn mit der Buslinie 263 (Schorndorf–Welzheim) des Verkehrs- und Tarifverbundes Stuttgart und mit der Wieslauftalbahn (RB 61), die von Schorndorf nach Rudersberg-Oberndorf verkehrt, angeschlossen.

## Söhne und Töchter der Gemeinde
- Erich Seemüller (1932–2024), Agrarwissenschaftler und ehemals wissenschaftlicher Direktor der Biologischen Bundesanstalt in Dossenheim